# Tandådalen
Tandådalen (letteralmente la Valle dell'Insenatura del Fiume) è una delle quattro località sciistiche di Sälen associate al comprensorio Skistar. Tandådalen ha in comune con Stöten piste di un livello più avanzato rispetto a Kläppen, Lindvallen, Högfjället e Hundfjället. Assieme a Hundfjället, località sciistica con la quale è collegata tramite un impianto, Tandådalen mette a disposizione un totale di 54 piste e 36 impianti di risalita. Tandådalen è provvista di una seggiovia a 6 posti denominata Panorama Express che porta in cima alla "Stora Backen", letteralmente la Grande Pista. Prima dell'inizio della stagione 2007/'08 è stata costruita una nuova seggiovia ad Östra Tandådalen che parte dal Café Pulsen ed arriva fino in cima.

## Storia
Nel 1963 la famiglia Gerremo inaugurò il primo impianto a Tandådalens. Dato che all'epoca erano presenti alcune piccole baite in affitto, venne istituita la società per azioni Tandådalens Linbane AB.

## Galleria d'immagini

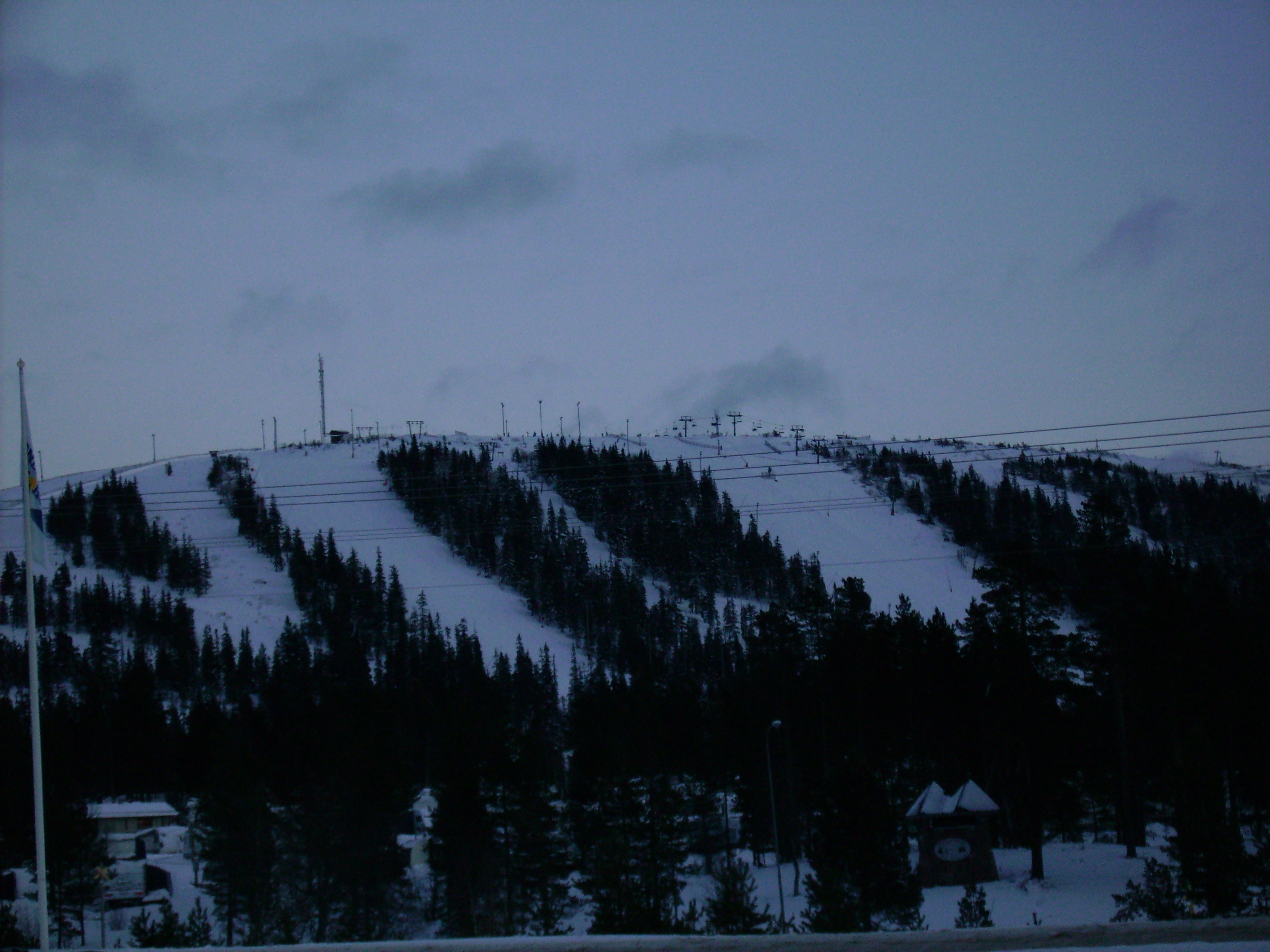
Veduta di Tandådalen dall'omonimo centro commerciale.
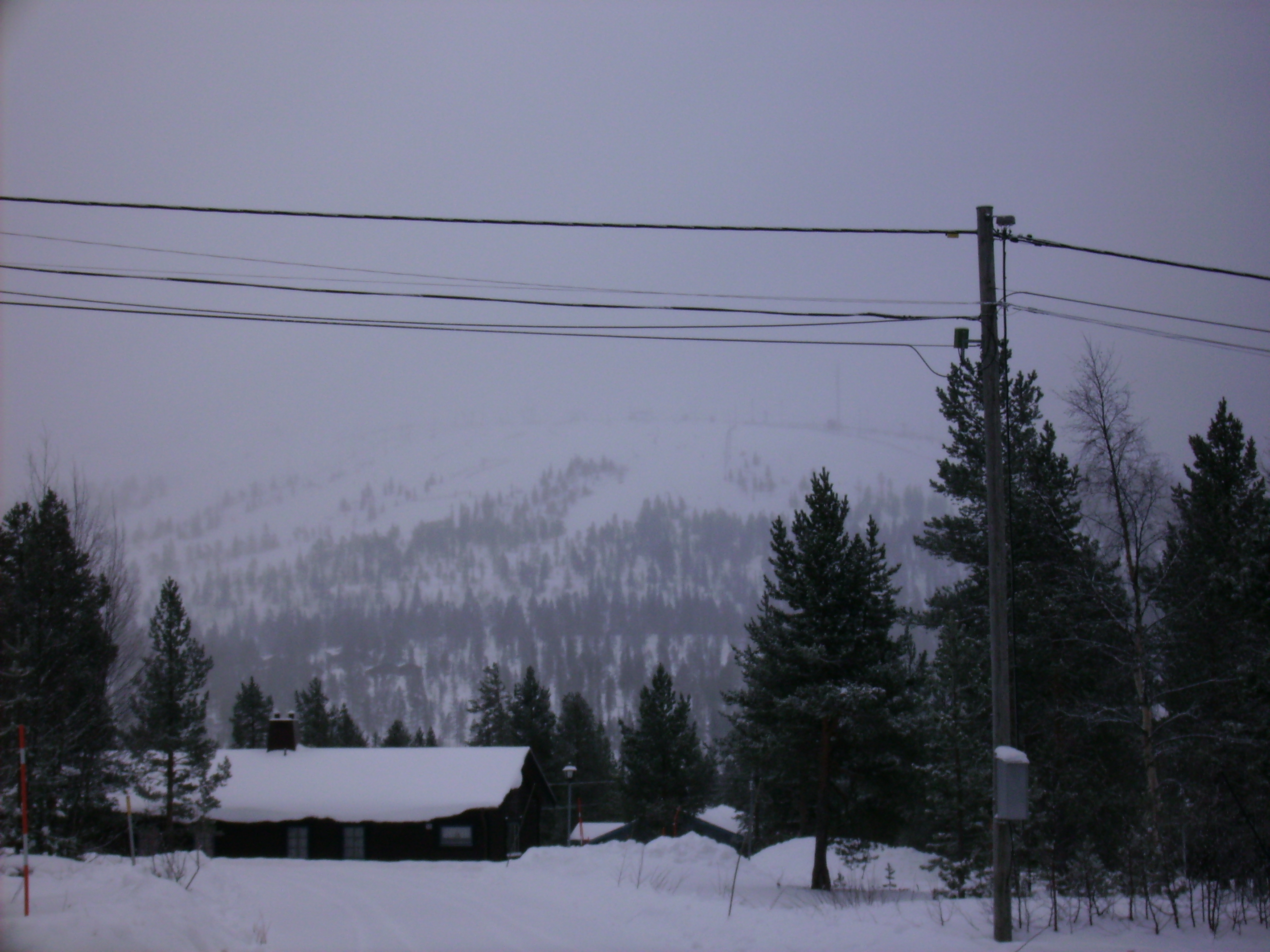
Veduta da una baita dell'area "Gilleråsen".
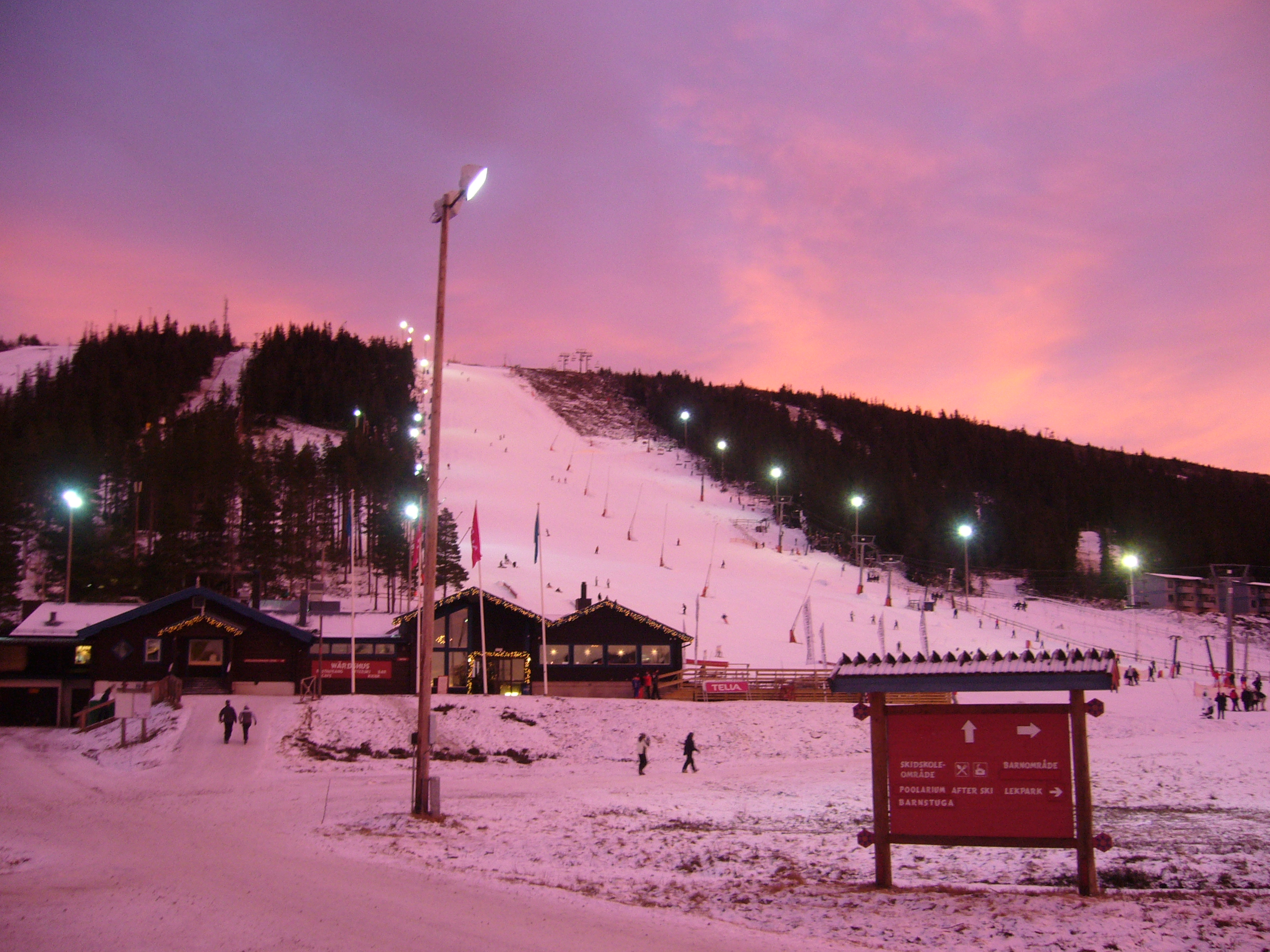
Tandådalen.
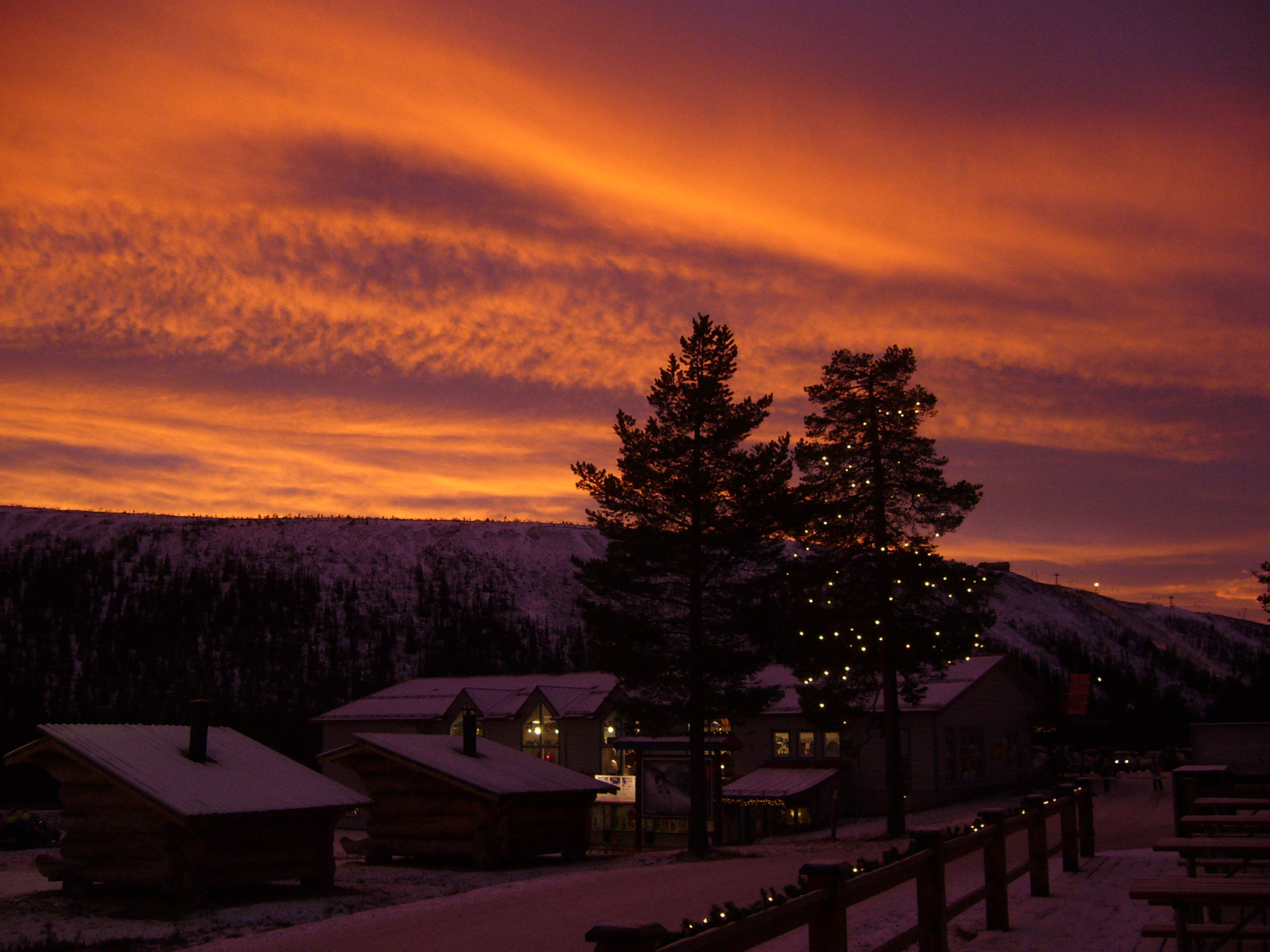
Hundfjället al tramonto vista da Tandådalen.